# Winnetou darf nicht sterben
Winnetou darf nicht sterben (frz.: Pierre Brice – Le Célèbre inconnu du Cinéma Français, DVD-Titel: Pierre Brice – Winnetou darf nicht sterben) ist ein biografischer Dokumentarfilm des deutschen Regisseurs Oliver Schwehm über den Winnetou-Darsteller Pierre Brice aus dem Jahr 2007.

## Inhalt

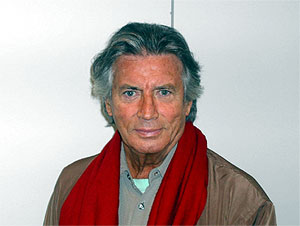
Pierre Brice (2005)

Bei dem Film handelt es sich um ein biografisches Porträt des französischen Schauspielers Pierre Brice, der vor allem als Darsteller des Winnetou in den deutschen Verfilmungen der Werke des Karl May in den 1960er Jahren bekannt wurde. In dem Film berichtet Pierre Brice in Interviews über die Winnetou-Welle und seinen Erfolg, zugleich jedoch auch die Probleme der Identifikation mit dieser Figur, die diese Rolle für ihn bedeutete und die ihm Rollen für andere Filme verwehrte. Die Szenen mit Pierre Brice wurden sowohl in seiner Heimatstadt Paris wie auch an den Originaldrehorten der Winnetoufilme in Kroatien gedreht.
Neben Pierre Brice werden in dem Film auch Kollegen und Freunde aus der Winnetouzeit interviewt, darunter Mario Adorf (Santer), Marie Versini (Winnetous Schwester Nscho-tschi) und Christopher Barker, der Sohn des Old-Shatterhand-Darstellers Lex Barker, sowie Rick Battaglia, der in Winnetou 3. Teil in der Rolle des Rollins Winnetou tötet. Weitere, nicht in den Filmen vertretene Kolleginnen, die interviewt werden, sind Christiane Krüger und Marie-José Nat, hinzu kommen der italienische Regisseur Damiano Damiani sowie der Karl-May-Experte Michael Petzel. Der Film wird ergänzt durch Filmausschnitte sowie unpublizierte Bilder und Filmteile aus anderen Filmen mit Pierre Brice.

## Hintergrund
Der Film wurde im Auftrag des Fernsehsenders arte als Co-Produktion mit dem Sender NDR und mehreren Produktionsfirmen 2006/2007 gedreht und am 26. Dezember 2007 erstmals ausgestrahlt. Später wurde er von Koch Media auf DVD verfügbar gemacht.